# هيثر بويي يونغ
هيثر بويي يونغ (بالإنجليزية: Heather Bowie Young)‏ هي لاعبة غولف أمريكية، ولدت في 23 مارس 1975 في واشنطن العاصمة في الولايات المتحدة.

## وصلات خارجية
- هيثر بويي يونغ على موقع رابطة لاعبات الغولف المحترفات (الإنجليزية)